# Antoine Jean Baptiste Robert Auget de Montyon

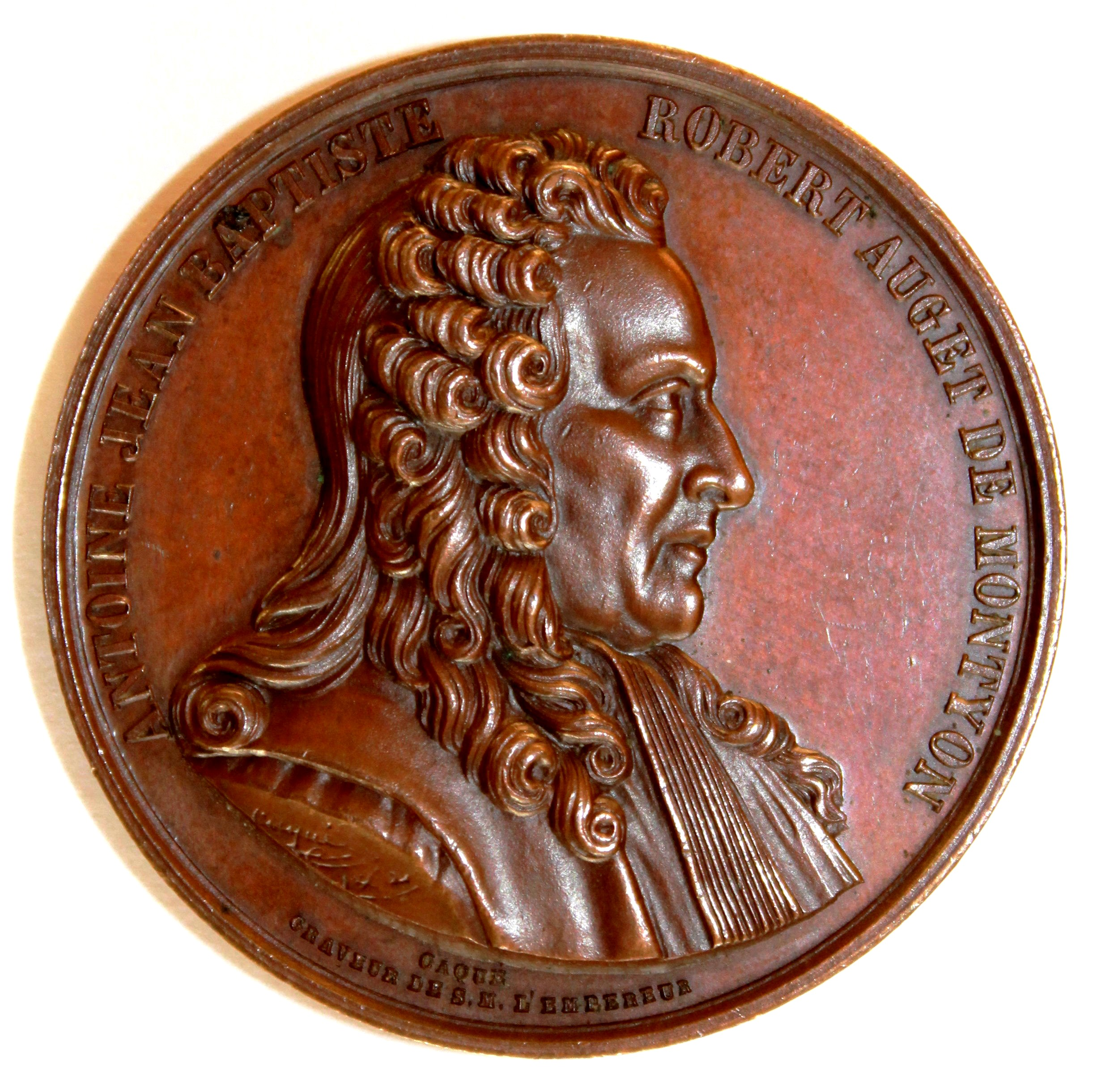
Antoine Jean Baptiste Robert Auget de Montyon (auf einer Medaille von Armand Auguste Caqué (1793–1881) „Graveur de S. M. l’Empereur“)

Antoine Jean Baptiste Robert Auget de Montyon (geboren am 23. Dezember 1733 in Paris; gestorben am 29. Dezember 1820 ebenda) war ein französischer Ökonom, Jurist, Staatsrat und Philanthrop. Er schrieb eine Reihe von Werken, vor allem über Wirtschafts- und Sozialpolitik. Den größten Teil seines großen Vermögens widmete er Werken der Wohltätigkeit und der Förderung der Wissenschaft.

## Biografie

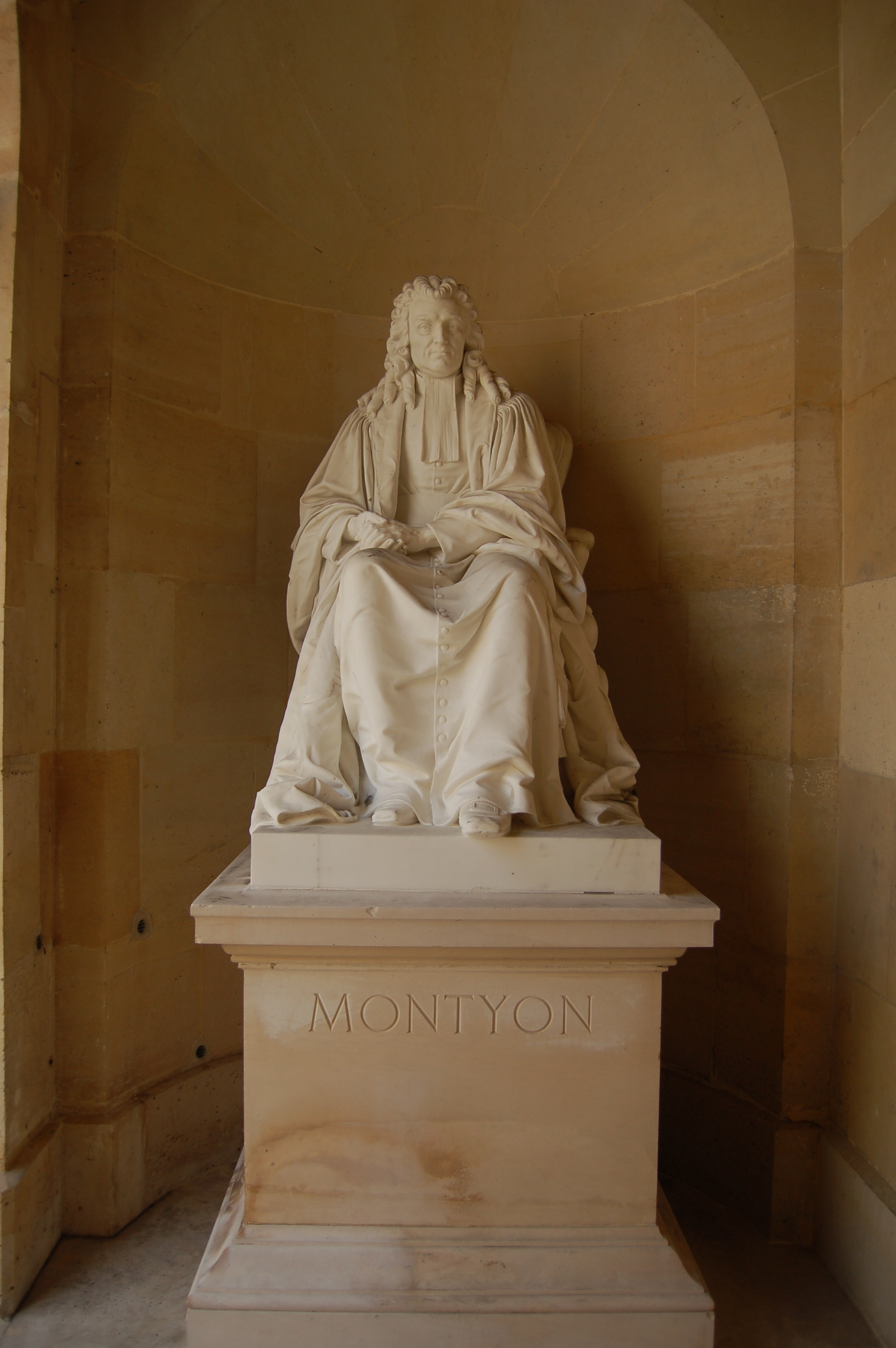
Statue von Montyon im Institut de France

Auget de Montyon wurde 1733 in Paris geboren. Sein Vater war Maître des comptes; er wurde zum Juristen ausgebildet und wurde 1755 Advokat am Châtelet, Maître des requêtes beim Conseil d’État 1760 und nacheinander Intendant der Auvergne, der Provence und von La Rochelle. Er hatte wiederholt große charakterliche Unabhängigkeit bewiesen, indem er 1766 gegen die Anklage von Caradeuc de La Chalotais protestierte und sich 1771 weigerte, die lokalen Gerichtshöfe im Gehorsam gegenüber Maupeou zu unterdrücken. Durch den Einfluss von Louis Jean Marie de Bourbon, duc de Penthièvre, wurde er 1775 zum Staatsrat ernannt, und 1780 wurde er dem Hof im Ehrenamt des Kanzlers des Comte d’Artois (später Karl X.) beigegeben. Er folgte den Prinzen ins Exil und lebte einige Jahre in London. Während der Zeit der Emigration gab er große Summen für die Linderung der Armut seiner Miteinwanderer aus und kehrte erst bei der Zweiten Restauration nach Frankreich zurück.
Zwischen 1780 und 1787 hatte er eine Reihe von Preisen (Prix Montyon) gestiftet, die von der Académie française und den Akademien der Wissenschaften und der Medizin vergeben werden sollten. Während der Revolutionszeit fielen diese Preise in den Schwebezustand, wurden aber 1815 wieder eingeführt. Montyon starb am 29. Dezember 1820 und vermachte 10.000 Francs für die laufende Stiftung der folgenden Preise: für die Entdeckung eines Mittels, das einen mechanischen Prozess für den Arbeiter weniger gefährlich macht; für die Vervollkommnung einer technischen Verbesserung eines mechanischen Prozesses; für das Buch, das im Laufe des Jahres der Menschheit den größten Dienst erwiesen hat; den „prix de vertu“ für die mutigste Tat eines armen Franzosen – die Preise wurden wie zuvor den Akademien überlassen. Er hinterließ auch 10.000 Francs für jedes der Pariser Krankenhäuser.

## Schriften
- Éloge de Michel de l’hôpital (Paris, 1777)
- Recherches et considérations sur la population de la France (À Paris, chez Moutard, 1778), ein Anteil daran wird seinem Sekretär Moheau zugeschrieben – das Buch markiert den Beginn der französischen Bevölkerungswissenschaft
  - (dt.) Untersuchungen und Betrachtungen über die Bevölkerung von Frankreich. Aus dem Französischen des Herrn Moheau übersetzt und mit einigen Anmerkungen begleitet von S. H. Ewald. Carl Wilhelm Ettinger, Gotha, 1780
- Conséquences qui ont résulté pour l’Europe de la découverte de l’Amérique (1792)
- Rapport fait à Louis XVIII (Constance, 1796), in dem er im Gegensatz zu Calonnes Tableau de l’Europe behauptete, Frankreich habe immer eine Verfassung besessen, die jedoch von den Königen Frankreichs verletzt worden sei
- L’état statistique du Tunkin (1811)
- Particularités et observations sur les ministres des finances de France les plus célèbres, depuis 1660 jusqu’en 1791. Le Normant, Paris, 1812